# Rudolf II van Vermandois
Rudolf II van Vermandois bijgenaamd de Jonge of de Leproos (circa 1145/1147 - 17 juni 1167) was van 1160 tot aan zijn dood graaf van Vermandois en Valois. Hij behoorde tot een zijlinie van het huis Capet.

## Levensloop
Rudolf II was de zoon van graaf Rudolf I van Vermandois, tevens graaf van Valois en seneschalk van Frankrijk, uit diens huwelijk met Petronella van Aquitanië, dochter van hertog Willem X van Aquitanië. 
Toen zijn oudere halfbroer Hugo II in 1160 uit al zijn ambten en titels trad om monnik te worden, volgde Rudolf hem op als graaf van Vermandois en Valois. Rond dezelfde periode huwde hij met Margaretha van de Elzas (1145-1194), dochter van Diederik van de Elzas, graaf van Vlaanderen.
In 1163 werd zijn huwelijk met Margaretha ontbonden, toen bleek dat Rudolf besmet was met lepra. In juni 1167 overleed hij uiteindelijk aan deze ziekte. Aangezien hij geen kinderen had, werd hij opgevolgd door zijn zus Elisabeth, die gehuwd was met Filips van de Elzas, een broer van Rudolfs gewezen echtgenote Margaretha. Hij werd bijgezet in het klooster van Longpont.

## Voorouders
| Voorouders van Rudolf II van Vermandois (1145-1167) | Voorouders van Rudolf II van Vermandois (1145-1167)                        | Voorouders van Rudolf II van Vermandois (1145-1167)                        | Voorouders van Rudolf II van Vermandois (1145-1167)                        | Voorouders van Rudolf II van Vermandois (1145-1167)                        | Voorouders van Rudolf II van Vermandois (1145-1167)                        | Voorouders van Rudolf II van Vermandois (1145-1167)                        | Voorouders van Rudolf II van Vermandois (1145-1167)                        | Voorouders van Rudolf II van Vermandois (1145-1167)                        |
| --------------------------------------------------- | -------------------------------------------------------------------------- | -------------------------------------------------------------------------- | -------------------------------------------------------------------------- | -------------------------------------------------------------------------- | -------------------------------------------------------------------------- | -------------------------------------------------------------------------- | -------------------------------------------------------------------------- | -------------------------------------------------------------------------- |
| Overgrootouders                                     | Hendrik I van Frankrijk (1008-1060) ∞ 1051 Anna van Kiev (1036-1078)       | Hendrik I van Frankrijk (1008-1060) ∞ 1051 Anna van Kiev (1036-1078)       | Herbert IV van Vermandois (1032-1080) ∞ Adelheid van Vexin (1040-1077)     | Herbert IV van Vermandois (1032-1080) ∞ Adelheid van Vexin (1040-1077)     | Willem IX van Aquitanië (1071-1126) ∞ Filippa van Toulouse (1073-1117)     | Willem IX van Aquitanië (1071-1126) ∞ Filippa van Toulouse (1073-1117)     | Aimery I van Châtellerault (-) ∞ Amalberga (-)                             | Aimery I van Châtellerault (-) ∞ Amalberga (-)                             |
| Grootouders                                         | Hugo I van Vermandois (1053-1101) ∞ Adelheid van Vermandois (1036-1078)    | Hugo I van Vermandois (1053-1101) ∞ Adelheid van Vermandois (1036-1078)    | Hugo I van Vermandois (1053-1101) ∞ Adelheid van Vermandois (1036-1078)    | Hugo I van Vermandois (1053-1101) ∞ Adelheid van Vermandois (1036-1078)    | Willem X van Aquitanië (1099-1137) ∞ Aenor van Chatellerault               | Willem X van Aquitanië (1099-1137) ∞ Aenor van Chatellerault               | Willem X van Aquitanië (1099-1137) ∞ Aenor van Chatellerault               | Willem X van Aquitanië (1099-1137) ∞ Aenor van Chatellerault               |
| Ouders                                              | Rudolf I van Vermandois (1085-1152) ∞ Petronella van Aquitanië (1125-1193) | Rudolf I van Vermandois (1085-1152) ∞ Petronella van Aquitanië (1125-1193) | Rudolf I van Vermandois (1085-1152) ∞ Petronella van Aquitanië (1125-1193) | Rudolf I van Vermandois (1085-1152) ∞ Petronella van Aquitanië (1125-1193) | Rudolf I van Vermandois (1085-1152) ∞ Petronella van Aquitanië (1125-1193) | Rudolf I van Vermandois (1085-1152) ∞ Petronella van Aquitanië (1125-1193) | Rudolf I van Vermandois (1085-1152) ∞ Petronella van Aquitanië (1125-1193) | Rudolf I van Vermandois (1085-1152) ∞ Petronella van Aquitanië (1125-1193) |